# Одуванчики (картина)
«Одуванчики» — картина русского художника Исаака Левитана (1860—1900), написанная в 1889 году. Натюрморт. 
Картина является частью собрания Чувашского государственного художественного музея (инв. номер: РЖ-84; отдел русского и зарубежного искусства). Размер картины — 59 × 42,5 см.

## История
«Одуванчики» — одна из самых популярных среди всех картин Левитана. Написана в 1889 году — в то время, когда художник проживал в небольшом городке, расположенном на Волге — в городе Плёс. В то время вместе с ним жила его ученица, Софья Кувшинникова. По возвращении с прогулок они приносили букеты разных цветов и за несколько часов создавали подобные натюрморты. 
До 1921 года картина «Одуванчики», по всей видимости, находилась в частной коллекции, и в годы Гражданской войны в России оказалась в распоряжении органов ВЧК. 
В 1921 году от имени Чувашской областной чрезвычайной комиссии картина была передана Чувашскому центральному музею по случаю его открытия председателем областного ЧК И. А. Кадушиным, принимавшем деятельное участие в организации музейного фонда. 
Изображение картины в СССР поместили в школьный учебник русского языка.
В 2010 году картина временно находилась на выставке в Третьяковской галерее, проходившей с 15 октября и до 20 марта 2011 года.
С июня 2018 года «Одуванчики» Левитана и другие шедевры Чувашского художественного музея проходили реставрационные работы («предвыставочные процедуры») в Реставрационном центре имени Грабаря в Москве. 
В Третьяковской галерее к 100-летию Чувашской автономии 13 марта 2020 года открылась выставка произведений из Чувашского художественного музея, среди которых были и «Одуванчики».
В конце августа 2021 года картина «Одуванчики» среди 76 произведений русского искусства XVIII-XX века из собрания ЧГХМ, прошедших реставрацию и получивших новые рамы, из Москвы вернулась в Чебоксары.

## Описание
На сером фоне контрастируют яркие одуванчики. Одуванчики имеют не только жёлтые, но и белые шапки. Одуванчики помещены в глиняный горшок. По отношению к фону одуванчики выглядят нежными, ясными и воздушными. Тонкие стебельки полевых растений грациозны.